# Metzengerstein
Metzengerstein, també anomenat Metzengerstein: un conte a imitació de l'alemany fou el primer relat curt imprés de l'escriptor nord-americà Edgar Allan Poe. El publicà a les pàgines de la revista Philadelphia's Saturday Courier, el 1832.

## Argument
La història se centra en el jove Frederick, darrer descendent de la família Metzengerstein, que enfronta una perllongada rivalitat amb la família Berlifitzing. Sospitós d'haver causat un incendi que matà al patriarca dels Berlifitzing, Frederick s'obsessiona amb un cavall salvatge que no havia vist abans. Metzengerstein és castigat per la seua crueltat quan la seua llar s'incendia i el cavall l'arrossega fins a les flames. La història segueix moltes convencions de la ficció gòtica, però de vegades cau en la sàtira o en la paròdia del gènere.
El 1968 es rodà una pel·lícula integrada per tres relats de Poe i titulada Històries extraordinàries. Metzengerstein, el primer de la trilogia, el dirigí Roger Vadim. El segon, William Wilson, Louis Malle; i el tercer, Never Bet Your Head, Federico Fellini..:155

## Publicació

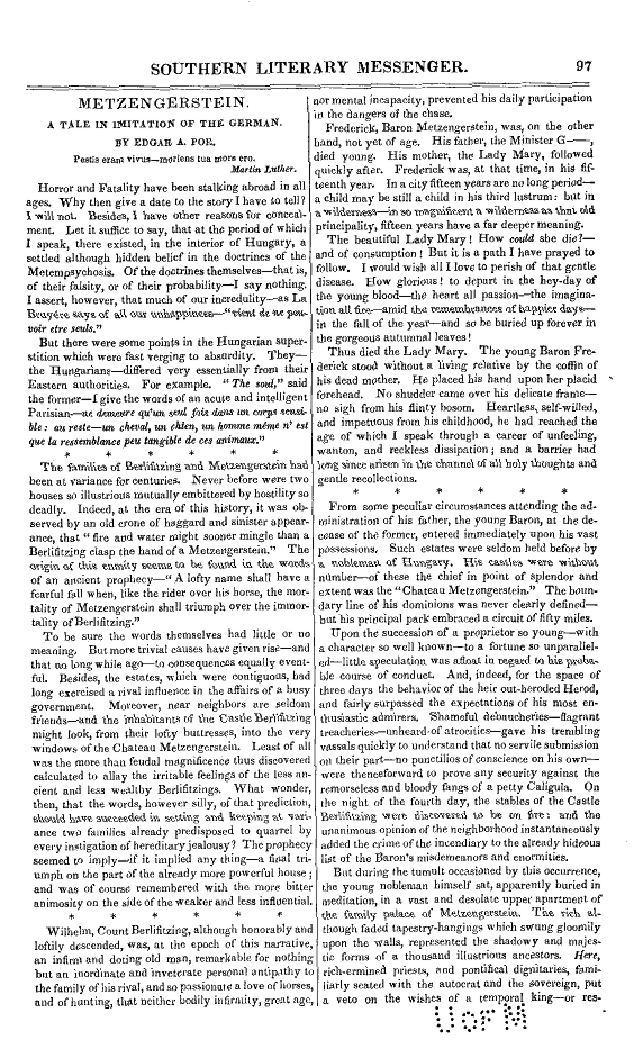
Metzengerstein, republicat al Southern Literary Messenger el gener de 1836.

Al principi, Poe va enviar Metzengerstein al Saturday Courier per participar en un concurs d'escriptura juntament amb altres cinc obres en prosa, entre elles El duc de L'Omelette i L'alè perdut. Cap de les seves obres va guanyar, encara que pel que sembla Metzengerstein va agradar prou als jutges com per publicar-lo uns mesos més tard a la seva edició del 14 de gener de 1832.:145 Es va publicar sense el nom de Poe, però està reconegut com el primer conte publicat per ell.:88 És probable que Poe no cobrés per la seva publicació inicial.:192:125 El subtítol de "Un conte a imitació de l'alemany" es va afegir quan es va tornar a publicar al Southern Literary Messenger el gener de 1836, probablement per aprofitar l'interès popular pel terror alemany.:192 El subtítol es va eliminar per a la seva publicació com a part de la col·lecció Contes de la grotesc i arabesc el 1840.:145
Metzengerstein va ser un dels onze contes que Poe hauria recopilat com a Contes del Folio Club:29, una col·lecció de contes que Poe va anunciar però que mai va arribar a imprimir. El "Folio Club" hauria estat una societat literària fictícia basada en el Delphian Club (una societat literària activa entre 1816 i 1825 fundada per John Neal):25 que l'autor va qualificar de grup d'"imbècils" que pretenien "abolir la literatura".:88 En cada reunió mensual, un membre presentaria un conte. En el cas de Metzengerstein, l'orador seria "el Sr. Horrible Dictû, amb pestanyes blanques, que s'havia graduat a Göttingen", segons un primer esborrany. El Baltimore Saturday Visiter va publicar un anunci sol·licitant subscriptors per a la col·lecció a un dòlar la unitat. Una setmana més tard, però, el diari va anunciar que l'autor havia retirat les peces amb l'expectativa que s'imprimissin a Filadèlfia.:92-93 Poe també va considerar publicar Metzengerstein en una col·lecció de relats que es diria Phantasy Pieces com a The Horse-Shade (L'ombra del cavall), encara que l'edició mai es va imprimir.
En les seves primeres publicacions, Metzengerstein incloïa una línia sobre la mort de la mare de Frederick per consunció. El narrador diu: "És un camí que he pregat seguir. Desitjaria que tots els que estimo morissin d'aquesta suau malaltia".:193 Quan Poe era encara un nen, la seva pròpia mare, Eliza Poe, va morir presumiblement de consunció.:8 La seva esposa Virginia també va patir tuberculosi i va morir el 1847. Després de la seva mort, Poe va modificar la seva visió personal de les heroïnes de ficció malaltes i va idealitzar les dones malaltes desitjant la seva mort. Aquesta visió més romàntica de la mort no era infreqüent en l'escriptura, com a Oda a un rossinyol de John Keats, que podria haver inspirat Poe.:206